# Brianna Wu
Brianna Wu (født 6. juli 1977) er en amerikansk computerspilsudvikler og programmør. I 2010 grundlagde hun indiespilfirmaet Giant Spacekat sammen med Amanda Warner.
Wu blev født i West Virginia og voksede op i Mississippi sammen med sine adoptivforældre.
Hun er kendt for hendes tilknytning til Gamergate-kontroversen.